# Thomas Reid
Thomas Reid (ur. 26 kwietnia 1710, zm. 7 października 1796) – szkocki filozof, żył współcześnie z Davidem Hume’em, uważany za twórcę szkockiej szkoły zdroworozsądkowej (Scottish School of Common Sense). Tym samym odegrał istotną rolę w szkockim oświeceniu. Zajmował się przede wszystkim analizą percepcji, rolą języka. Zasłynął także jako metafizyk i etyk oświeceniowy.

## Życiorys
Urodził się w Strachan w hrabstwie Kincardineshire w Szkocji. Wczesny okres swojego życia spędził w szkockiej miejscowości Aberdeen, gdzie założył stowarzyszenie o charakterze literacko-filozoficznym Wise Club (dosł. Klub Mądrości). Członkami stowarzyszenia byli m.in.: George Campbell, John Stewart, Alexander Gerard oraz James Beattie. Uczęszczał do Marishal College. Studia rozpoczął na Uniwersytecie Aberdeen. Profesurę otrzymał na King’s College w Aberdeen w 1752, gdzie napisał dzieło An Inquiry Into the Human Mind on the Principles of Common Sense (opublikowane w 1764). David Hume uznał owo dzieło za odkrywcze. Następnie otrzymał znacznie bardziej prestiżową propozycję – profesurę na Uniwersytecie w Glasgow (objął katedrę filozofii moralnej – odpowiednik dzisiejszej etyki, zastępując Adama Smitha). Rezygnację złożył w 1781. Zmarł w 1796, pozostawiając swoje filozoficzne dziedzictwo córce.

## Filozofia
Reid sądził, że zdrowy rozsądek (rozumiany w filozoficznym sensie) jest, bądź powinien być podstawą do wszystkich filozoficznych dociekań i pytań. Powinien być kryterium adekwatności filozoficznej, pewną ścieżką wyjaśniającą i myślową. Nie zgadzał się z Davidem Hume’em i George’em Berkeleyem, którzy twierdzili jakoby ludzie nie doświadczali materii (substancji) czy umysłu w postaci doznań czy też idei. Reid utrzymywał w swych rozważaniach, że to właśnie zdrowy rozsądek jest czynnikiem kształtującym nasze poznanie, zatem substancja i umysł istnieją. Doznajemy ich w określony sposób. Zdrowy rozsądek jest charakterystyczny wyłącznie dla ludzkiego gatunku, ponieważ jest on wzorowany na istocie boskiej (na swoje podobieństwo Bóg stworzył człowieka). Reid chciał, żeby filozofia, idąc za przykładem matematyki, przyjęła pewne aksjomaty oparte na zdrowym rozsądku:
„Modelem całej ludzkiej wiedzy była dla Reida matematyka. Sukcesy tej nauki opierają się na tym, że matematycy ściśle definiują terminy oraz formułują pierwsze zasady jako aksjomaty, na których opierają swe rozumowania. Reid uważał, że w strukturze matematyki odwzorowana jest struktura całej naszej wiedzy. W przyrodoznawstwie uzyskano postęp po zastosowaniu metod matematycznych, z czego można wnosić, że i w filozofii umysłu będzie podobnie, jeśli zastosowane zostaną procedury analogiczne do tych, jakie funkcjonują w matematyce. Nie chodzi tu, oczywiście, o postulat formalizacji filozofii umysłu, ale o zastosowanie najogólniejszych procedur naukotwórczych, które akurat w matematyce opisane są w najbardziej klarowny sposób. Chodzi o metodę w szerokim sensie – jako sposób uprawiania tej dyscypliny wyznaczony przez pierwsze czynności, jakimi powinny być definiowanie i formułowanie aksjomatów. Tak więc nawoływanie do zastosowania metody matematycznej jest w istocie apelem o ujawnienie najbardziej podstawowych założeń naszego myślenia i działania. Dla Reida charakterystyczne jest to, że od filozofów, którzy tego zadania się podejmują, domaga się uwzględnienia punktu widzenia „prostego człowieka”, który dysponuje najbardziej zdrowym i naturalnym podejściem do życia."
W XIX wieku jego myśl była bardziej popularna niż samego Davida Hume’a. Postulowała m.in. realizm bezpośredni (często nazywany realizmem zdroworozsądkowym), sprzeciwiał się teorii idei propagowanej przez Johna Locke’a i Kartezjusza, jak i wszystkim późniejszych filozofom popierającym wyżej wymienionych. Żywił niezwykły podziw dla Hume’a (poprosił go nawet o korektę oryginalnego manuskryptu Inquiry).
W Inquiry, które z założeń jest pracą z zakresu epistemologii, Reid omawia i charakteryzuje większość znanych ówcześnie zmysłów ludzkich. Ukazuje jak pozyskiwana jest wiedza o świecie zewnętrznym w działaniu. Dużo odniesień do poruszonej tematyki można odnaleźć w innym dziele Reida pt. Essays on the Intellectual Powers, gdzie teoria poznania – jej charakter – wykracza ponad ograniczenia płynące ze świata zewnętrznego, poprzez zmysły, biorąc pod wgląd pamięć, wyobraźnię, wiedzę o typach i rodzajach konkretnych rzeczy, charakter sądów i ostatecznie rozumowania i zmysłu smaku (rozumianego jako kategoria estetyczna). Natomiast Essays on the Active Powers dotyczy tematów skoncentrowanych na etyce, naturze, jak i właściwościach ludzkiej podmiotowości (różnicach itp.).
Epistemologia Reida opierała się przede wszystkim na przesłankach płynących ze stanowiska realizmu bezpośredniego. Nie jest to novum na polu ówczesnej epistemologii, ponieważ wcześniej termin sensu communis został użyty przez wspomnianego Berkeleya i Josepha Butlera.

### Realizm bezpośredni
Realizm bezpośredni (czy też zdroworozsądkowy) jest teorią percepcji, jedną z pierwszych spójnych koncepcji mających odzwierciedlenie w badaniach filozoficznych, głoszącą jakoby zmysły (cztery podstawowe: wzroku, słuchu, smaku, węchu, oraz trzy somatyczne: kinestezji, nocycepcji i temperatury oraz pozostałe: równowagi i propriocepcji) dostarczały nam kontaktu ze światem zewnętrznym w sposób bezpośredni. W konsekwencji ów „most” łączący podmiot poznawczy wraz ze światem otrzymuje niepowtarzalną zdolność. Jest on świadom (w sensie awareness) istnienia dynamicznego świata zewnętrznego. Dla pełnego zobrazowania założeń tego stanowiska najlepszy jest kontrprzykład: realizm pośredni i reprezentacjonalizm głoszą tylko i wyłącznie świadomość naszych stanów wewnętrznych (wewnętrznych reprezentacji), które odwzorowują stan świata zewnętrznego.

## Krytyka i wpływy
Jego reputacja uległa umniejszeniu po licznych atakach na myśl i założenia szkockiej Szkoły Zdroworozsądkowej, poczynionych m.in. przez: Immanuela Kanta i Johna Stuarta Milla. Dopiero za sprawą wczesnej filozofii analitycznej myśl zdroworozsądkowa propagowana przez Reida odzyskała dawną świetność. A to za sprawą m.in.: George’a Edward Moore’a, filozofa brytyjskiego (obok Wittgensteina i Russella najbardziej znaczącej postaci nurtu analitycznego). Zdrowy rozsądek stał się znowu kryterium filozofowania. Później William Alston i Alvin Plantinga (aktualnie żyjący filozofowie) w swoich pracach z zakresu epistemologii nawiązywali do tradycji myślowej wywodzącej się bezpośrednio od Thomasa Reida, choć dyskusyjne jest, czy nie ma to raczej charakteru werbalnego.
Aktualnie wielu, nie tylko filozofów, poświęca uwagę dawnym rozważaniom szkockiego filozofa. James Jerome Gibson, amerykański psycholog i kognitywista w swojej ekologicznej teorii percepcji podkreśla rolę ‘bezpośredniego realizmu’, który postulował Reid. Dziś można mówić o wpisaniu się myśli Thomasa Reida w rozwijającą się tradycję filozofii umysłu oraz kognitywistyki (szczególnie zagadnień z zakresu ‘ucieleśnienia’). Widać więc, że zajmował się zagadnieniami w pełni docenionymi dopiero w XX wieku.
Napisał wiele filozoficznych prac m.in.: Inquiry into the Human Mind on the Principles of Common Sense (opublikowany w 1764, Glasgow & London), Essays on the Intellectual Powers of Man (w 1785) oraz Essays on the Active Powers of Man (w 1788).

## Dzieła
- An Essay on Quantity; Occasioned by Reading a Treatise in which Simple and Compound Ratios are Applied to Virtue and Merit (1748) (Esej o ilości, zainspirowany traktatem, w którym proste i złożone proporcje zastosowano do cnoty i zasług)
- An Inquiry into the Human Mind on the Principles of Common Sense (1764) (Dociekanie istoty ludzkiego umysłu zasadami zdrowego rozsądku)
- A Brief Account of Aristotle’s Logic (1774) (Krótkie wprowadzenie do arystotelesowskiej logiki)
- Essays on the Intellectual Powers of Man (1785) (Eseje o władzach intelektualnych człowieka)
- Essays on the Active Powers of Man (1788) (Eseje o cielesnych zdolnościach człowieka)
- A Statistical Account of the University of Glasgow (1799)